# Streitkräfte des Libanon
Die Streitkräfte des Libanon (Bezeichnung französisch Forces armées libanaises, arabisch القوات المسلحة اللبنانية, DMG al-Quwwāt al-Musallaḥa al-Lubnānīya) bestehen aus den drei Teilstreitkräften Heer, Luftwaffe und Marine mit einer Gesamtstärke von Stand 2022 ca. 80.000 Soldaten.
Zwar sind die Streitkräfte des Libanon die offiziellen Verteidigungskräfte des Staates, jedoch sind sie militärisch weit weniger mächtig und politisch bedeutsam für den Libanon als die Hisbollah.
Während der syrischen Besatzung des Libanon (siehe Geschichte des Libanon) waren die libanesischen Streitkräfte marginalisiert. Bei ihrer Wiedererrichtung, die mit finanzieller Unterstützung des Westens geschah, um im Libanon ein militärisches Gegengewicht gegen die Hisbollah zu haben, wurden sie nach einer Änderung der Wehrpflichtsregelung neu zusammengesetzt. Paradoxerweise entwickelten sich die Streitkräfte des Libanon entgegen der Absichten des Westens zu einem Unterstützer der Hisbollah.
Dennoch werden die Streitkräfte von Teilen der libanesischen Bevölkerung als ordnungswahrende Instanz betrachtet, die bei Konflikten mit Angehörigen der Hisbollah gerufen werden kann.

## Geschichte

### Die Légion d’Orient ab 1916
Die Ursprünge der libanesischen Armee liegen in der „Légion d’Orient“, libanesischen Freiwilligenverbänden, die während des Ersten Weltkrieges an der Seite Frankreichs, Syriens, und armenischer Verbände gegen die osmanisch-türkischen Truppen und die mit ihnen verbündete deutsche Armee kämpften. Sie wurden am 15. November 1916 gebildet, nachdem die Regierung in Konstantinopel die autonome Provinz des „Mont Liban“ unter Militärherrschaft gestellt hatte, und in Beirut Massenhinrichtungen von Oppositionellen (auf dem heutigen „Place des Martyrs“) stattgefunden hatten. Die Truppenstärke der „Legion“ betrug 4500 Mann.

### DieTroupes Spéciales du Levant1930–1945
Die „Legion“ wurde nach verschiedenen Zwischenstadien vom französischen Verteidigungsministerium am 20. März 1930 in die sogenannten „Troupes Spéciales du Levant“ umgewandelt. Anfang der dreißiger Jahre war General Charles de Gaulle mehrere Jahre als militärischer Ausbilder und Dozent in Beirut tätig. Folgerichtig meldeten sich nach der Befreiung des Libanon durch die Alliierten aus dem Machtbereich des Vichy-Regimes im Jahre 1941 mehr als 22 000 Freiwillige zu den „Troupes“, die in Folge vor allem am Mittelmeer-Kriegsschauplatz eingesetzt wurden. Besonders ausgezeichnet haben sich die „Troupes“ während der Schlacht von Bir Hakeim 1942 und 1944 während der Invasion in der Normandie als Entsatz-Kräfte in der Schlacht um Monte Cassino. Kommandeur der Einheiten war der spätere Präsident Fuad Schihab, ein Nachkomme der berühmten Emire des Libanon zu Beginn des 19. Jahrhunderts. Während der Kampagne konnte Schihab für ihn während seiner Amtszeit als Präsident 1958–1964 nützliche Kontakte sowohl zu Charles de Gaulle als auch zum damaligen Oberbefehlshaber der Alliierten Streitkräfte im Mittelmeer, General Dwight D. Eisenhower knüpfen.

### Die Libanesische Armee 1945–1975

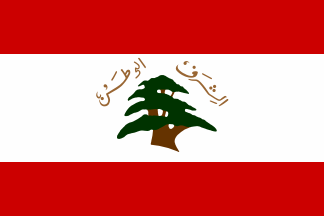
Erste Flagge der Libanesischen Armee

Nachdem der französische General Georges Catroux am 26. November 1941 die Unabhängigkeit des Libanon angekündigt hatte, wurde das französische Mandat durch die libanesische Regierung am 8. November 1943 unilateral aufgelöst. Am 1. August 1945 zogen die letzten französischen Truppen ab, und die „Libanesische Armee“ wurde offiziell unter dem Kommando von General Fuad Schihab gebildet, der bis zu seiner Wahl zum Staatspräsidenten 1958 im Amt blieb.
1948 umfasste die Armee vier Bataillone Infanterie und ein Bataillon Artillerie sowie eine Kavalleriegruppe und ein Bataillon mit gepanzerten Fahrzeugen. Die tatsächliche Mannstärke lag bei 3.000–3.500 Soldaten.
1958, während der nasseristischen Revolte, bei der die Armee neutral blieb und die schließlich durch eine US-Intervention im Rahmen der Eisenhower-Doktrin durch Einheiten des U.S. Marine Corps niedergeschlagen wurde, und nach Ablauf der Amtszeit von Präsident Camille Chamoun übernahm Schihab kurze Zeit das Amt des Ministerpräsidenten, was nach der Verfassung zur Organisation von Neuwahlen möglich ist. 1948 kam es zu einer militärischen Konfrontation der libanesischen Armee mit israelischen Truppen während des Unabhängigkeitskrieges. Danach verhielt sich der prowestliche Libanon neutral, speziell in den Kriegen 1956, 1967, und 1973. Durch den Konfessionsproporz mussten sämtliche Kommandoposten der Armee paritätisch besetzt werden, was die Armee aufgrund der höheren Zahl von muslimischen Rekruten strukturell schwächte. Zusätzlich verfolgte die Regierung die Strategie, die Nachbarn Syrien und Israel nicht durch eine starke Militärpräsenz unnötig zu provozieren. Der Oberbefehlshaber der libanesischen Armee ist wie der Staatspräsident stets maronitischer Christ.

### Im Bürgerkrieg 1975–1990
Während der Ersten Phase des Bürgerkrieges zerfiel die Armee in christliche und muslimische Teile. Die muslimischen Teile wurden z. B. von den Offizieren Ahmed al-Khatib und Aziz al-Ahdab geführt. Im Süden, wo eine christliche Exklave entstanden war, formierte sich ein Armeeteil unter dem Kommando von General Saad Haddad. Dieser lehnte sich bald an Israel an, speziell nach den Invasionen von 1978 und 1982, und aus ihm entstand später die „Südlibanesische Armee“ (SLA). Zudem operierten von 1976 bis 2005 zwischen 15.000 und 25.000 syrische Soldaten auf libanesischem Gebiet, was die Bedeutung der Streitkräfte des Landes weiter verringerte. Nach der Invasion 1982 wurde ein von den USA und dem Westen sanktionierter Versuch gestartet, die Armee neu aufzubauen, sie wurde mit altem US-Kriegsmaterial der Vietnam-Ära ausgestattet, etwa M113-Schützenpanzern und US-Militärhubschraubern der älteren Generation. Kommandeur der neuformierten libanesischen Armee wurde General Ibrahim Tannous und ab 1984 Michel Aoun. Aoun wurde wiederum nach Ende der Amtszeit von Amine Gemayel im Jahre 1988 Interims-Ministerpräsident, begann aber einen sogenannten „Befreiungskrieg“ gegen sämtliche im Libanon operierende Milizen. Er wendete sich auch gegen das Abkommen von Taif von 1989, bei dem libanesische Parlamentarier im saudi-arabischen Taif mit Unterstützung der USA und Saudi-Arabiens die Grundlagen für das spätere pro-syrische Regime im Libanon ab 1990 legten. Aoun war damals äußerst populär, da er den unter 15 Jahre Bürgerkrieg leidenden Libanesen Gesetz und Ordnung versprach. Es kam 1989–90 zu einer spontanen Massenbewegung von Jugendlichen und Studenten, die von den friedlichen Revolutionen in Osteuropa inspiriert waren. Dennoch wurde Aoun kurz vor Beginn des Zweiten Golfkriegs von syrischen Truppenverbänden am 13. Oktober 1990 abgesetzt, was das offizielle Ende des libanesischen Bürgerkrieges bedeutete.

### 1990 bis 2017
Die Truppenstärke der libanesischen Armee hatte während des Bürgerkrieges 18.000 bis 34.000 Mann betragen. Nach 1990 wurde die Armee unter dem Kommando des pro-syrischen Generals Émile Lahoud (eigentlich Admiral und früherer Oberbefehlshaber der libanesischen Flotte) deutlich ausgebaut, um in den bisher von verschiedenen Milizen kontrollierten Landesteilen die Kontrolle zu übernehmen (bis auf den bis 2000 von Israel besetzten Südlibanon, wo die Hisbollah weiterhin einen Guerillakrieg gegen die Besatzungsmacht führte). Nach dem Abzug der syrischen Truppen 2005 übernahm die einheimische Armee zudem die Kontrolle über zuvor von den Syrern dominierte Landesteile.
Während des Libanonkriegs 2006 verhielten sich die libanesischen Streitkräfte zunächst defensiv und beschränkten sich auf eine sporadische Flugabwehr. Anfang August 2006 wurde die libanesische Armee dann vereinzelt in Bodenkämpfe mit den in den Libanon eingedrungenen israelischen Streitkräften verwickelt. 49 libanesische Soldaten starben dabei. Nach dem Ende des Krieges wurden rund 15.000 Soldaten in den Süden des Landes verlegt, um dort innere Unruhen zu unterbinden und die Grenze zu sichern.
Am 20. Mai 2007 kamen bei heftigen Kämpfen zwischen den libanesischen Streitkräften und Kämpfern der palästinensischen Fatah al-Islam in dem Flüchtlingslager Nahr al-Bared bei Tripoli mehr als 60 Menschen ums Leben.
Am 29. August 2008 übernahm Jean Kahwagi in Nachfolge des zum Präsidenten gewählten Michel Sulaiman das Kommando über die Streitkräfte des Libanons. Seine Amtszeit wurde kommissarisch zweimal verlängert. Am 8. März 2017 wurde Joseph Khalil Aoun als Nachfolger Jean Kahwagis zum Oberbefehlshaber der libanesischen Streitkräfte ernannt.

### Seit 2019
Spätestens seit der im Jahr 2019 begonnenen Wirtschaftskrise im Libanon sind die Streitkräfte des Libanon unterfinanziert und schlecht ausgerüstet. Die militärischen Fähigkeiten der Streitkräfte des Libanon sind spätestens seitdem deutlich beschränkter als die der Hisbollah. Der pensionierte libanesische General Amine Hoteit behauptete Anfang 2024 zur Haltung der libanesischen Streitkräfte zur Hisbollah, die Armee sehe „die Hisbollah als die Gruppe, die das Land verteidigt“. Sie assistiere ihr „so gut sie kann.“
Im Herbst sorgte der libanesische Verkehrsminister Ali Hamieh dafür, dass die Kontrolle über den Flughafen Beirut von der Hisbollah auf die libanesische Armee übergeht. Dies tat er auf diplomatischen Druck aus dem Ausland, und um zu verhindern, dass der Flughafen durch die israelischen Streitkräfte beschossen wird.

## Auftrag
Die libanesischen Streitkräfte verfügen über außergewöhnlich viele zivile Kompetenzen, die nach und nach an die Polizei abgetreten werden sollen. Zu ihren Aufgaben gehören:
- die Aufrechterhaltung der Stabilität des Landes, sowie wenn nötig deren Wiederherstellung
- Grenzschutz
- Rettungsaktionen
- Schutz der Häfen des Landes
- Brandbekämpfung
- Bekämpfung der Rauschgiftkriminalität

Israel wird von der libanesischen Regierung als einziger Staat offiziell als „Feind“ bezeichnet.

## Teilstreitkräfte

### Heer

Wappen des Libanesischen Heeres

Das Heer stellt mit 77.000 Mann nahezu das gesamte libanesische Militär dar. Es gliedert sich in die fünf Regionalkommandos Beirut, Libanongebirge, Bekaa, Nordlibanon und Südlibanon. Aus dem Sachzwang seiner geringen Größe heraus kennt das Heer des Libanon keine Divisionen. Die Kampftruppen bestehen aus
- fünf mechanisierten Brigaden
- sechs Infanteriebrigaden
- zwei Panzerregimentern (eins mit sowjetischen, eins mit US-Panzern)
- zwei Artillerieregimentern
- einem „Ranger“-Regiment („Fawj Al-Maghawir“)
- einem Fallschirmjägerregiment („Fawj Al-Moujawqal“)
- einem Marineinfanterieregiment („Fawj Maghawir al-Bahr“)
- einem Sabotageabwehrregiment („Al-Moukafaha“) und einer Eingreiftruppe („Al-Quwa Al-Daribades“) des Militärgeheimdienstes
- fünf Interventionsregimentern („Tadakhul“)
- der Leibwache des Präsidenten, „Brigade der Republikanischen Garde“.

Die Logistikeinheiten umfassen
- eine Sanitätsbrigade
- zwei Nachschubbrigaden
- eine Militärpolizeibrigade
- ein unabhängiges Regiment

Jede Brigade besteht aus fünf bis sechs Bataillonen, von denen jedes rund 500 Mann stark ist.
Das Heer ist fast ausschließlich mit zurückgelassener Bewaffnung der Besatzer des Libanon ausgerüstet, dazu zählen knapp 1200 Truppentransporter vom Typ M113 und rund 80 VAB, 110 amerikanische M48A5s und 200 sowjetisch-syrische T-55. An Spähwagen sind rund 60 Panhard AML und 25 Alvis Saladin vorhanden. Dazu kommen rund 285 schwere Geländewagen vom Typ HMMWV. Seit 2012 sind auch 16 AIFV-B-C25 aus belgischen Beständen im Einsatz. 2017 wurden zudem 32 M2 Bradley-Schützenpanzer amerikanischer Produktion bestellt.
Im Inventar der Streitkräfte befinden sich verschiedene Artilleriegeschütze, die vorwiegend dem Kalten Krieg entstammen. Keines davon ist selbstfahrend. Unter den rund 160 Haubitzen stellen das amerikanisch 155-Millimeter-Geschütz M198 und die sowjetische M-30 mit jeweils 32 Stück die am weitesten verbreiteten Typen. Dazu kommen rund 370 kleinere Mörser, mehrheitlich französische Fabrikate zur Infanterie-Unterstützung. 25 Mehrfachraketenwerfer vom Typ BM-21 komplettieren die libanesische Artillerie.
Als Panzerabwehrhandwaffen dienen vorwiegend RPG-Panzerbüchsen, zur Panzerabwehr sind 124 Panzerabwehrlenkwaffe des Typs TOW, 40 Startsysteme für ENTAC-Flugkörper und 16 MILAN vorhanden.
Flugabwehrraketen beschränken sich auf rund 20 tragbare Werfer für 9K32 Strela-2. Das Arsenal der Flugabwehrgeschütze umfasst zehn Flak-Panzer vom Typ M42 Duster (eingelagert) und rund 75 sowjetische SU-23, die auf M113-Kettenfahrzeugen montiert sind.

### Luftstreitkräfte
Die libanesische Luftwaffe mit ca. 1.500 Soldaten verfügt über vier Kampfflugzeuge vom Typ Hawker Hunter und über 24 ehemals amerikanische Hueys, die der libanesischen Luftwaffe zurzeit landesweit als Allzweckhubschrauber dienen. Außerdem werden sieben Alouette 2/3 und fünf Gazelle-Hubschrauber eingesetzt.
Zu Ausbildungszwecken wurden im Jahre 2005 vier neuproduzierte Robinson R44 Raven II beschafft, die auf der Rayak Air Force Base stationiert sind. Es bestanden Pläne, dass Russland zehn Kampfjets MiG-29 an den Libanon übergeben wird.

### Marine
Die Marine umfasst rund 1.500 Mann, davon 395 Offiziere, und befindet sich ebenso im Aufbau wie die anderen Streitkräfte, daher ist sie auf die Aufgaben einer Küstenwache beschränkt.
Ihre Ausrüstung besteht aus fünf Patrouillenbooten der Attacker-Klasse sowie sieben der Tracker-Klasse zum gleichen Zweck, jeweils britischer Herkunft. Zusätzlich besteht die Ausrüstung aus zwei französischen Landungsbooten der EDIC-Klasse, zwei ehemaligen Patrouillenbooten der Bremer Polizei (Amchit, ex-Bremen 2 und Nakura, ex-Bremen 9) und einem ehemaligen Patrouillenboot der Deutschen Marine (Tabarja, ex-Y838 Bergen). Dazu kommen rund 25 kleinere Boote.

## Organisation
Alle drei Teilstreitkräfte werden vom Zentralkommando der libanesischen Streitkräfte in Jarzeh, im Osten Beiruts gelegen, kommandiert. Der Oberkommandierende der Streitkräfte ist de jure dem Verteidigungsminister unterstellt. Es sind aber mehrere Fälle bekannt geworden, in denen die Armee aus eigener Initiative oder entgegen den ausdrücklichen Anweisungen der Regierung aktiv geworden ist, beispielsweise im Mai 2008 gegen die Hisbollah oder 2007 gegen die bewaffnete Gruppe „Fatah al Islam“.
Das Militär des Libanon setzt sich zu einem großen Teil aus Wehrpflichtigen zusammen. Der Wehrdienst dauert sechs Monate und die verpflichtende Reservezeit endet nach zwei Jahren. Derzeit dienen 25.000 Wehrpflichtige in den Streitkräften. Die Anzahl von 250 Generälen ist angesichts der geringen Gesamtstärke sehr hoch. Die Offiziersposten werden entsprechend dem im Libanon vorherrschenden Proporzsystem besetzt: Schätzungsweise 53 % der Offiziere sind Muslime und 47 % sind Christen.

## Weitere Entwicklung
Die libanesische Regierung hatte nach dem Jahrtausendwechsel mit den USA, Großbritannien, Frankreich, Jordanien und Ägypten Vereinbarungen über den weiteren Aufbau der Streitkräfte sowie die Ausbildung der Soldaten geschlossen. Die Ausbildungslage war äußerst schlecht. Nach US-Schätzungen ist beispielsweise der Munitionsvorrat so begrenzt, dass im Durchschnitt jedem libanesischen Soldaten nur bis zu 20 Schuss Munition pro Jahr für die Schießausbildung zur Verfügung stehen.
Eine Prioritätenliste für die weitere Aufrüstung des Landes umfasste zwölf Transporthubschrauber, rund 30 Landungsboote, zwei Landungsschiffe, die Panzer tragen können, 120 Kampfpanzer, 120 Rad-Transportpanzer, Flugabwehrraketen, sechs Kampfhubschrauber und sechs Radarsysteme für die Luftraumüberwachung. Allein diese Anschaffungen werden auf rund 550 Millionen US-Dollar geschätzt. Von 1996 bis 2007 führte das Land jedoch lediglich Waffen im Wert von rund 200 Millionen US-Dollar ein.
2006 betrug der Militäretat 598 Millionen US-Dollar (7,6 Prozent des gesamten Staatshaushalts, 2,7 Prozent des Bruttosozialprodukts), 2007 waren es 742 Millionen Dollar (8,2/3,3 Prozent) und 2008 760 Millionen (8,6/3,2 Prozent). Der Sold macht rund 80 Prozent des Militärbudgets und rund 35 Prozent aller Gehälter öffentlicher Angestellter im Land aus (Stand 2008).
Derzeit sind die USA bei weitem der wichtigste Unterstützer der Libanesischen Armee. Seit 2006 hat Libanon unter anderem 12 Millionen Schuss Munition, knapp 300 HMMWVs und mehr als 200 Lkw aus den USA erhalten. Die Vereinigten Arabischen Emirate lieferten neun Kampfhubschrauber vom Typ „Gazelle“ und hundert Panzerabwehrraketen vom Typ „Milan“ und Deutschland drei ehemalige Polizeiboote.
Anfang 2009 wurde ein Waffenhandel abgewickelt, bei dem der Libanon Panzer vom Typ M60A3 und einige Kampfhubschrauber Bell AH-1 von Jordanien sowie Panzerhaubitzen M109 von den USA erwarb.
2016 kam es zu Spannungen zwischen dem Libanon und Saudi-Arabien, dessen Regierung vier Milliarden Dollar an Unterstützungsleistungen für die libanesische Armee stoppte, weil Außenminister Basil den Sturm der Saudischen Botschaft in Teheran nicht verurteilt hatte. Drei Milliarden der Summe betrafen Saudische Garantieleistungen für Waffenkäufe des Libanon in Frankreich.
Derzeit stellt die libanesische Armee eine der kleinsten und technisch am schlechtesten ausgerüsteten der Region dar. Nach US-Einschätzungen ist sie nur eingeschränkt zur Landesverteidigung und überhaupt nicht zu Angriffsoperationen in der Lage, wobei letzteres ausdrücklich nicht das politische Ziel des Libanon ist.